# جوشی‌آرواره
جوشی‌آرواره (نام علمی: Massetognathus) نام یک سرده از زیرخانواده جوشی‌آرواره‌ایان است.